# Định giá
Định giá là quá trình, trong đó một doanh nghiệp đặt giá tại mức mà đó họ sẽ bán sản phẩm và dịch vụ của mình và điều này có thể là một phần trong kế hoạch tiếp thị. Trong việc thiết lập giá, doanh nghiệp sẽ tính đến mức giá mà nó có thể thu về được hàng hóa, chi phí sản xuất, thị trường, cạnh tranh, điều kiện thị trường, thương hiệu và chất lượng sản phẩm.
Giá cả là một khía cạnh cơ bản của mô hình tài chính và là một trong  4P của tiếp thị hỗn hợp, ba khía cạnh khác là sản phẩm, khuyến mãi và phân phối. Giá là yếu tố tạo doanh thu duy nhất trong số 4P, phần còn lại là tạo ra chi phí. Tuy nhiên, các P tiếp thị khác sẽ góp phần làm giảm độ co giãn của giá và do đó cho phép tăng giá để thúc đẩy doanh thu và lợi nhuận lớn hơn.
Định giá có thể là một quy trình thủ công hoặc tự động của việc áp dụng giá cho đơn đặt hàng và mua hàng, dựa trên các yếu tố như: số lượng cố định, số lượng giảm, khuyến mãi hoặc chiến dịch bán hàng, báo giá nhà cung cấp cụ thể, giá hiện hành khi nhập hàng, giao hàng hoặc ngày xuất hóa đơn, kết hợp của nhiều đơn đặt hàng, và nhiều cái khác. Hệ thống định giá tự động yêu cầu nhiều bước thiết lập và bảo trì hơn nhưng có thể ngăn ngừa các sai sót khi định giá. Nhu cầu của người tiêu dùng chỉ có thể được chuyển đổi thành lượng cầu nếu người tiêu dùng sẵn lòng và có khả năng mua sản phẩm. Do đó, giá cả là khái niệm quan trọng nhất trong lĩnh vực tiếp thị, nó được sử dụng như một quyết định chiến thuật nhằm đáp ứng các tình huống cạnh tranh, thị trường và tổ chức.

## Mục tiêu định giá
Các công ty dựa vào giá để trang trải chi phí sản xuất, chí phí điều hành và tạo ra động cơ lợi nhuận cần thiết để tiếp tục vận hành kinh doanh. Giá cả của sản phẩm/ dịch vụ sẽ có những tác động tới các mục tiêu dưới đây:
- Mục tiêu tồn tại: Rõ ràng là hầu hết các nhà quản lý đều muốn theo đuổi các chiến lược cho phép các tổ chức của họ tiếp tục hoạt động lâu dài. Vì vậy, sự tồn tại là một mục tiêu chính được hầu hết các nhà điều hành theo đuổi. Đối với một công ty thương mại, giá mà người mua phải trả sẽ tạo ra doanh thu của công ty. Nếu doanh thu giảm dưới giá thành trong một thời gian dài, công ty không thể tồn tại.[1]
- Mục tiêu lợi nhuận: Sự tồn tại của doanh nghiệp gắn liền với lợi nhuận. Kiếm lợi nhuận 500.000 USD trong năm tới có thể là mục tiêu định giá cho một công ty. Tất cả các doanh nghiệp kinh doanh phải kiếm được lợi nhuận dài hạn. Đối với nhiều doanh nghiệp, lợi nhuận dài hạn cũng cho phép doanh nghiệp thỏa mãn các cổ đông quan trọng nhất của họ. Lợi nhuận thấp hơn dự kiến hoặc không có lợi nhuận sẽ làm giảm giá cổ phiếu và có thể gây ra thảm họa cho công ty.[1]
- Mục tiêu bán hàng: Giống như sự tồn tại đòi hỏi lợi nhuận dài hạn cho một doanh nghiệp kinh doanh, thì lợi nhuận đòi hỏi doanh số. Nhiệm vụ quản trị marketing liên quan đến quản trị nhu cầu. Nhu cầu phải được quản lý để điều chỉnh trao đổi hoặc bán hàng. Do đó, mục tiêu quản lý tiếp thị là nhằm thay đổi mô hình bán hàng theo một cách nào đó.[1]
- Mục tiêu thị phần: Nếu doanh số của Siêu thị Safeway tại khu vực đô thị Dallas-Fort Worth ở Texas, Hoa Kỳ, chiếm 30% tổng doanh số bán thực phẩm trong khu vực đó, thì nói rằng Safeway chiếm 30% thị phần. Quản lý của tất cả các công ty, lớn và nhỏ, quan tâm đến việc duy trì thị phần đầy đủ của thị trường để khối lượng bán hàng của họ sẽ cho phép công ty tồn tại và phát triển. Một lần nữa, chiến lược giá là một trong những công cụ có ý nghĩa trong việc tạo và duy trì thị phần. Giá phải được thiết lập để thu hút phân khúc thị trường thích hợp với số lượng đáng kể.[1]
- Mục tiêu hình ảnh: Chính sách giá đóng vai trò quan trọng trong việc ảnh hưởng đến định vị hình ảnh của công ty. Giá là một công cụ giao tiếp rất rõ ràng. Nó phải truyền tải thông điệp tới khách hàng rằng công ty cung cấp giá trị tốt, rằng nó công bằng trong giao dịch với công chúng, rằng đó là một nơi đáng tin cậy để bảo trợ, và nó đứng đằng sau các sản phẩm và dịch vụ.[1]

Giá bị ảnh hưởng bởi loại kênh phân phối được sử dụng, loại xúc tiến được sử dụng và chất lượng sản phẩm. Trong trường hợp chi phí sản xuất cao, phân phối là độc quyền và sản phẩm được hỗ trợ bởi các chiến dịch quảng cáo và xúc tiến rộng rãi, thì giá có thể sẽ cao hơn. Giá có thể đóng vai trò thay thế cho chất lượng sản phẩm, xúc tiến hiệu quả hoặc nỗ lực bán hàng của các nhà phân phối ở một số thị trường nhất định.

## Phương pháp định giá
Nhận thức của khách hàng về giá trị của sản phẩm sẽ  định ra mức giá trần. Nếu khách hàng cho rằng giá của sản phẩm cao hơn giá trị của nó, họ sẽ không mua sản phẩm. Chi phí sản xuất sản phẩm sẽ định ra mức giá sàn. Nếu công ty định giá sản phẩm thấp hơn chi phí sản xuất ít thì sẽ phải gánh chịu tổn thất về lợi nhuận. Khi xác định mức giá bán giữa hai thái cực này, công ty phải cân nhắc đến một số yếu tố bên trong và bên ngoài công ty, bao gồm chiến lược và giá cả của đối thủ, chiến lược và tổ hợp marketing tổng thể, bản chất của thị trường và nhu cầu.
Từ đó có 3 phương pháp định giá cơ bản: định giá dựa trên giá trị khách hàng, định giá dựa trên chi phí sản xuất và định giá dựa trên mức độ cạnh tranh.

### Định giá dựa trên giá trị khách hàng
Giống như tất cả những thứ khác trong tiếp thị, việc định giá tốt sẽ bắt đầu từ khách hàng và sự nhận biết của họ về giá trị.
Định giá dựa trên giá trị khách hàng sử dụng nhận thức về giá trị của người mua, không phải chi phí của người bán, làm chìa khóa để định giá. Định giá dựa trên giá trị có nghĩa là người làm Marketing không thể thiết kế một sản phẩm và chương trình rồi mới định giá. Giá phải được cân nhắc cùng các biến khác trong tổ hợp marketing trước khi xây dựng chương trình tiếp thị.
Các công ty thường thấy khó có thể đo lường được giá trị mà khách hàng cảm nhận về sản phẩm của họ. Khi giá trị là yếu tố chủ quan thì những khách hàng khác nhau và tình huống khác nhau sẽ đánh giá về nó khác nhau. Thỉnh thoảng công ty nên hỏi khách hàng xem họ sẽ trả bao nhiêu cho sản phẩm cơ bản và bao nhiêu cho mỗi lợi ích tăng thêm. Theo đó sẽ có hai phương pháp định giá dựa trên giá trị: định giá dựa trên giá trị hợp lý và định giá dựa trên giá trị gia tăng.

#### Định giá dựa trên giá trị hợp lý
Định giá dựa trên giá trị hợp lý là sự kết hợp đúng mức của chất lượng và dịch vụ tốt với mức giá phải chăng. Trong một số trường hợp, chiến lược này có nghĩa là là tung ra phiên bản ít tiền hơn của những sản phẩm đã có danh tiếng, hoặc có khi là thiết kế lại những thương hiệu có sẵn để đem lại chất lượng cao hơn với mức giá định trước, hoặc giữ nguyên chất lượng với mức giá thấp hơn.
Một ứng dụng phổ biến của phương pháp này ở cấp độ bán lẻ đó là giá rẻ hàng ngày (Everyday low pricing - EDLP) với các hãng như Costco hay Walmart.

#### Định giá dựa trêngiá trị gia tăng
Thay vì giảm giá để rượt đuổi đối thủ, doanh nghiệp thêm vào những tính năng và dịch vụ giá trị gia tăng đề dị biệt hóa sản phẩm của mình và làm cơ sở để mức giá cao hơn.

### Định giá dựa trên chi phí
Định giá dựa trên chi phí ý là việc tính toán giá bán dựa trên các khoản phí sản xuất, phân phối và bán sản phẩm cộng với một tỷ lệ lợi nhuận kỳ vọng dành cho công sức bỏ ra với những rủi ro phải gánh chịu.
Chi phí của một công ty chia thành hai loại: cố định và biến đổi. Chi phí cố định (còn được gọi là chi phí sản xuất chung) là những chi phí không thay đổi khi quy mô sản xuất và doanh số thay đổi. Còn chi phí biến đổi thì thay đổi theo quy mô sản xuất.

#### Định giá cộng chi phí
Phương pháp định giá đơn giản nhất là định giá cộng chi phí (hay định giá cộng lời vào chi phí - markup pricing) - cộng thêm một khoản lợi nhuận chuẩn vào chi phí sản xuất.
Để minh họa, giả sử một nhà sản xuất bánh mì nướng với chi phí và doanh số kỳ vọng như sau:
Chi phí biến đổi: 10 đôla
Chi phí cố định: 300.000 đô la
Doanh số kỳ vọng: 50.000 sàn phẩm
Chi phí mỗi chiếc bánh được tính như sau
Chí phí mỗi đơn vị =  chi phí biến đổi + chi phí cố định/ doanh số kỳ vọng = 10 đôla + 300.000 đô la/  50.000 sản phẩm = 16 Đôla/ sản phẩm
Giả sử nhà sản xuất muốn thu được 20% lợi nhuận trên doanh thu, nhà sản xuất phải bán với mức giá như sau:
Giá bao gồm lợi nhuận =  chi phí đơn vị sản phẩm/ (1 -  tỷ lệ lợi nhuận mong muốn trên doanh thu) = 16 Đôla/ (1 - 0,2) = 20 Đôla.
Ưu điểm của phương pháp này, thứ nhất là dễ tính toán không phải điều chỉnh giá thường xuyên; thứ hai khi tất cả những công ty cùng sử dụng phương pháp này thì giá cả sẽ gần tương đương nhau, do đó giảm được sự cạnh tranh; thứ ba nhiều người cảm thấy phương pháp này sẽ công bằng hơn cho cả người mua lẫn người bán. Tuy nhiên mức giá này là chưa tối ưu do lờ đi cầu của thị trường và giá của đối thủ.

#### Phân tích điểm hòa vốn và định nghĩa lợi nhuận mục tiêu
Bài chi tiết: Điểm hòa vốn
Một phương pháp định giá theo chi phí khác là định giá hòa vốn (hay định giá lợi nhuận mục tiêu). Các doanh nghiệp cố gắng xác định mức giá mà tại đó sẽ hòa vốn hoặc đạt được mức lợi nhuận mục tiêu họ mong muốn.

### Định giá theo đối thủ
Khi định giá công ty phải cân nhắc tới mức giá của đối thủ cạnh tranh. Bất kể mức giá của công ty như thế nào thì cũng phải chắc rằng mình đang đem lại cho người tiêu dùng giá trị vượt trội tại mức giá đó.
Định giá theo đối thủ là dựa trên chiến lược, chi phí, giá cả và lời chào hàng của đối thủ cạnh tranh. Khi đánh giá công ty nên đặt ra một số câu hỏi, đầu tiên, làm thế nào để so sánh lời chào hàng của mình và đối thủ trên cơ sở giá trị khách hàng. Tiếp đến đối thủ hiện tại mạnh đến đâu  và chiến lược giá mà họ đã áp dụng là gì?

## Chiến lược định giá
Bài viết chi tiết: Chiến lược định giá
Khi nhà quản trị đã xác định cách tiếp cận bao quát đối với định giá (tức là chiến lược định giá), họ chuyển sự chú ý sang chiến thuật định giá. Các quyết định chiến thuật định giá là giá ngắn hạn, được thiết kế để thực hiện các mục tiêu ngắn hạn cụ thể. Cách tiếp cận chiến thuật định giá có thể thay đổi theo từng thời điểm, tùy thuộc vào một loạt các cân nhắc nội bộ (ví dụ như nhu cầu xóa hàng tồn kho dư thừa) hoặc các yếu tố bên ngoài (ví dụ: phản ứng với chiến thuật giá cạnh tranh). Theo đó, một số chiến thuật định giá khác nhau có thể được sử dụng trong một giai đoạn kế hoạch hoặc trong một năm. Thông thường các nhà quản lý được đưa ra dữ kiện cần thiết để thay đổi giá riêng lẻ với điều kiện họ hoạt động theo phương pháp chiến lược bao quát. Ví dụ, một số thương hiệu cao cấp không bao giờ giảm giá vì việc sử dụng giá thấp có thể làm mờ hình ảnh thương hiệu. Thay vì giảm giá, các thương hiệu cao cấp có nhiều khả năng cung cấp giá trị của khách hàng thông qua việc gói giá hoặc quà tặng.
Khi thiết lập giá riêng lẻ, người ra quyết định đòi hỏi phải có hiểu biết vững chắc về kinh tế giá, đặc biệt là phân tích hòa vốn, cũng như đánh giá cao các khía cạnh tâm lý của người tiêu dùng trong việc ra quyết định bao gồm giá chấp nhận, giá trần và giá sàn. Các tài liệu tiếp thị xác định hàng trăm chiến thuật giá. Thật khó để thực hiện công bằng đối với sự đa dạng của các chiến thuật trong sử dụng rộng rãi. Rao và Kartono đã thực hiện một nghiên cứu đa văn hóa để xác định các chiến lược và chiến thuật giá được sử dụng rộng rãi nhất. Danh sách sau đây chủ yếu dựa trên nghiên cứu của họ.

### Định giá ARC/ RRC
Một chiến thuật truyền thống được sử dụng trong việc thuê ngoài, sử dụng một khoản phí cố định cho một khối lượng dịch vụ cố định, với các biến phí cho các khối lượng ở trên hoặc dưới ngưỡng mục tiêu. Các khoản phí cho các nguổn lực bổ sung (ARCs) trên ngưỡng thì được định giá tại mức mà phản ánh chi phí cận biên của sản xuất bổ sung cộng với lợi nhuận hợp lý. Tín dụng (RRCs) được cấp để giảm nguồn lực tiêu thụ hoặc mang lại cho khách hàng doanh nghiệp sự thoải mái, nhưng tiết kiệm cho các khoản tín dụng có xu hướng không tương đương với chi phí gia tăng khi thanh toán cho các tài nguyên gia tăng vượt quá ngưỡng.

### Định giá bổ sung
Định giá bổ sung là một loại chiến thuật định giá "thâu tóm thị trường". Nó đề cập đến một phương pháp trong đó một hoặc hai sản phẩm bổ sung (ví dụ như máy in để bàn) được định giá để tối đa hóa doanh số bán hàng, trong khi sản phẩm bổ sung (hộp mực máy in) có giá cao hơn nhiều để bù đắp bất kỳ thiếu hụt nào duy trì bởi sản phẩm đầu tiên.

### Định giá dự phòng
Định giá dự phòng là quá trình mà một khoản phí chỉ được tính tùy thuộc vào kết quả nhất định. Giá dự phòng được sử dụng rộng rãi trong các dịch vụ chuyên nghiệp như dịch vụ pháp lý và dịch vụ tư vấn. Tại Vương quốc Anh, phí dự phòng được gọi là phí có điều kiện.

### Định giá chênh lệch
Định giá chênh lệch, còn được gọi là định giá linh hoạt, định giá đa dạng hoặc phân biệt giá, xảy ra khi các mức giá khác nhau được tính cho các khách hàng hoặc phân khúc thị trường khác nhau và có thể phụ thuộc vào đánh giá của nhà cung cấp dịch vụ về mức độ sẵn sàng hoặc khả năng thanh toán của khách hàng. Có nhiều hình thức khác nhau về giá bao gồm: loại khách hàng, khu vực địa lý được phục vụ, số lượng đặt hàng, thời gian giao hàng, điều khoản thanh toán, v.v.

### Định giá rời rạc
Định giá rời rạc xảy ra khi giá được đặt ở mức mà giá nằm trong thẩm quyền của đơn vị ra quyết định (DMU). Phương pháp định giá này thường được sử dụng trong bối cảnh B2B, nơi nhân viên mua hàng có thể được ủy quyền để mua hàng đến mức được xác định trước, ngoài các quyết định phải nhờ đến ủy ban ủy quyền.

### Giảm giá
Định giá giảm giá là nơi các nhà tiếp thị hoặc nhà bán lẻ cung cấp một mức giá giảm. Giảm giá dưới nhiều hình thức - ví dụ giảm giá số lượng, giảm giá trung thành, giảm giá theo mùa, giảm giá định kỳ hoặc ngẫu nhiên, vv

### Định giá đa dạng
Định giá đa dạng là một biến thể của định giá lỗ, được sử dụng rộng rãi trong các dịch vụ; một mức giá thấp được tính cho một dịch vụ cơ bản với ý định lấy lại qua các tính năng bổ sung; cũng có thể là giá thấp trên một số phần của dịch vụ để phát triển hình ảnh về giá thấp.

### Giá thấp mỗi ngày
Giá thấp hàng ngày đề cập đến việc duy trì mức giá thấp thường xuyên - trong đó người tiêu dùng không  phải chờ giảm giá hoặ những dịp đặc biệt. Phương pháp này được sử dụng bởi các siêu thị.

### Phí rút lui
Phí rút lui đề cập đến một khoản phí được tính cho khách hàng, bắt đầu từ sử dụng dịch vụ đến khi hoàn thành. Mục tiêu của phí rút lui là để ngăn chặn khách hàng rời bỏ doanh nghiệp. Phí rút lui thường được tìm thấy trong các dịch vụ tài chính, dịch vụ viễn thông và các cơ sở chăm sóc người già. Các cơ quan quản lý, trên toàn cầu, thường bày tỏ sự bất bình với thực tế về phí rút lui vì nó có khả năng chống cạnh tranh và hạn chế khả năng chuyển đổi tự do của người tiêu dùng, nhưng thực tế chưa bị cấm.

### Định giá theo đường cong kinh nghiệm
Định giá theo đường cong kinh nghiệm xảy ra khi nhà sản xuất định giá sản phẩm hoặc dịch vụ ở mức thấp để có được khối lượng và với kỳ vọng rằng chi phí sản xuất sẽ giảm nhờ vào kinh nghiệm sản xuất. Cách tiếp cận này thường được sử dụng trong việc định giá các sản phẩm và dịch vụ công nghệ cao, dựa trên cái nhìn sâu sắc mà các nhà sản xuất học để cắt giảm chi phí sản xuất theo thời gian trong một hiện tượng được gọi là hiệu ứng kinh nghiệm.

### Định giá theo địa lý
Xem thêm: Chỉ số Big Mac
Định giá theo địa lý xảy ra khi giá khác nhau được tính trong các thị trường địa lý khác nhau cho một sản phẩm giống hệt nhau. Ví dụ, các nhà xuất bản thường cung cấp sách giáo khoa với giá thấp hơn ở các nước châu Á vì mức lương trung bình có xu hướng thấp hơn với hàm ý về khả năng thanh toán của khách hàng. Trong các trường hợp khác, sự thay đổi địa lý về giá có thể phản ánh các chi phí phân phối và phục vụ các thị trường nhất định.

### Định giá đảm bảo
Định giá đảm bảo là một biến thể của giá dự phòng. Nó đề cập đến thực tiễn của việc bao gồm một cam kết hoặc hứa rằng sẽ đạt được kết quả nhất định. Ví dụ, một số chuyên gia tư vấn kinh doanh cam kết cải thiện năng suất hoặc lợi nhuận 10%. Trong trường hợp không đạt được kết quả, khách hàng không trả tiền cho dịch vụ.

### Định giá cao-thấp
Định giá cao thấp đề cập đến thực tiễn cung cấp hàng hóa ở mức giá cao trong một khoảng thời gian, theo sau là cung cấp cùng một hàng hóa với giá thấp trong một thời gian định trước. Ứng dụng này được sử dụng rộng rãi bởi các chuỗi cửa hàng bán đồ gia dụng. Nhược điểm chính của chiến thuật cao thấp là người tiêu dùng có xu hướng nhận thức được các chu kỳ giá và thời gian mua hàng của họ trùng với chu kỳ giá thấp.

### Định giá tuần trăng mật
Định giá tuần trăng mật đề cập đến việc sử dụng giá ban đầu thấp và sẽ tăng giá sau khi mối quan hệ được thiết lập. Mục tiêu của việc định giá tuần trăng mật là "khóa" khách hàng thành một hiệp hội lâu dài với nhà cung cấp. Cách tiếp cận này được sử dụng rộng rãi trong các tình huống mà chi phí chuyển đổi của khách hàng tương đối cao như cho vay mua nhà và đầu tư tài chính. Nó cũng phổ biến trong các danh mục sử dụng mô hình đăng ký, đặc biệt nếu điều này được kết hợp với thanh toán thông thường tự động, chẳng hạn như đăng ký báo và tạp chí, truyền hình cáp, đăng ký băng thông rộng và điện thoại di động và trong các tiện ích và bảo hiểm.

### Định giá lỗ
Định giá lỗ liên quan đến một sản phẩm có giá dưới mức chi phí hoạt động biên. Định giá lỗ được sử dụng rộng rãi trong các siêu thị và cửa hàng bán lẻ, là phương tiện tạo ra lưu lượng mua hàng. Giá thấp được quảng bá rộng rãi và cửa hàng sẵn sàng chịu một khoản lỗ nhỏ cho một mặt hàng riêng lẻ, với kỳ vọng rằng sẽ thu lại khoản lỗ đó khi khách hàng mua các mặt hàng có giá cao hơn. Trong các ngành dịch vụ, định giá lỗ có thể đề cập đến việc thực hiện giá giảm cho đơn đặt hàng đầu tiên như một sự xúi giục và dự đoán sẽ tính giá cao hơn cho các đơn hàng tiếp theo. Định giá lỗ thường được tìm thấy trong bán lẻ, trong đó định giá lỗ được sử dụng để thúc đẩy lưu lượng truy cập cửa hàng và tạo doanh số của các mặt hàng bổ sung.

### Định giá bù đắp
Định giá bù đắp (còn được gọi là giá chuyển hướng) là định giá lỗ của ngành dịch vụ. Một dịch vụ có thể định giá cho một thành phần với mức giá rất thấp với kỳ vọng rằng nó có thể thu hồi lại tổn thất bằng cách bán chéo các dịch vụ bổ sung. Ví dụ, dịch vụ giặt thảm bằng hơi nước có thể tính giá cơ bản rất thấp cho ba phòng đầu tiên, nhưng tính giá cao hơn cho các phòng bổ sung, đồ nội thất và giặt rèm. Nhà điều hành cũng có thể cố gắng bán chéo cho khách hàng trên các dịch vụ bổ sung như sản phẩm làm sạch tại chỗ hoặc xử lý chống vết bẩn cho vải và thảm.

### Định giá chẵn lẻ
Định giá chẵn lẻ đề cập đến quá trình định giá sản phẩm bằng hoặc gần giá của đối thủ để duy trì tính cạnh tranh.

### Định giá theo gói
Định giá theo gói (còn được gọi là gói sản phẩm) xảy ra trong đó hai hoặc nhiều sản phẩm hoặc dịch vụ được định giá là một gói với một giá duy nhất. Có một số loại gói: gói nguyên chất trong đó hàng hóa chỉ có thể được mua dưới dạng gói, hoặc gói hỗn hợp trong đó hàng hóa có thể được mua riêng lẻ hoặc dưới dạng gói. Giá của gói thường thấp hơn so với khi hai mặt hàng được mua riêng lẻ.

### Định giá cao điểm và thấp điểm
Định giá cao điểm và thấp điểm là một hình thức phân biệt giá trong đó sự thay đổi giá là do một số loại yếu tố mùa vụ. Mục tiêu của giá cao điểm và thấp điểm là sử dụng giá để vượt ra khỏi đỉnh và đáy theo nhu cầu. Giá cao điểm và thấp điểm được sử dụng rộng rãi trong du lịch, và cả trong các tiện ích như nhà cung cấp điện. Giá cao điểm đã thu hút trí tưởng tượng của công chúng kể từ khi nhà cung cấp dịch vụ chia sẻ xe, Uber, bắt đầu sử dụng giá tăng đột biến và đã tìm cách cấp bằng sáng chế cho các công nghệ hỗ trợ phương pháp này.

### Phân biệt giá
Bài viết chi tiết: Phân biệt giá
Phân biệt giá còn được gọi là giá biến hoặc giá chênh lệch.

### Dòng giá
Dòng giá là việc sử dụng một số lượng giá cho tất cả các sản phẩm được cung cấp bởi một doanh nghiệp. Dòng giá là một truyền thống bắt đầu trong cửa hàng tiện lợi giá rẻ (five and dime stores), trong đó mọi thứ có giá 5 hoặc 10 xu. Trong dòng giá, giá vẫn không đổi nhưng chất lượng hoặc mức độ của sản phẩm hoặc dịch vụ được điều chỉnh để phản ánh những thay đổi về chi phí. Lý do cơ bản của chiến thuật này là những khoản tiền này được xem là điểm giá phù hợp cho toàn bộ các sản phẩm của khách hàng tiềm năng. Nó có ưu điểm là dễ quản trị, nhưng nhược điểm là tính không linh hoạt, đặc biệt là trong thời kỳ lạm phát hoặc giá cả không ổn định. Dòng giá tiếp tục được sử dụng rộng rãi trong các cửa hàng bách hóa nơi khách hàng thường lưu ý các giá treo quần áo hoặc phụ kiện có giá định trước, ví dụ như giá treo cà vạt nam riêng biệt, trong đó mỗi giá có giá $10, $20 và $40.

### Định giá thâm nhập
Định giá thâm nhập là một cách tiếp cận có thể được xem xét tại thời điểm gia nhập thị trường. Theo cách tiếp cận này, giá của một sản phẩm ban đầu được đặt ở mức thấp trong nỗ lực thâm nhập thị trường một cách nhanh chóng. Giá thấp và tỷ suất lợi nhuận thấp cũng đóng vai trò ngăn chặn các đối thủ tiềm năng xâm nhập thị trường vì họ sẽ phải cắt giảm tỷ suất lợi nhuận thấp để có chỗ đứng.

### Giá cao cấp (prestige)
Giá cao cấp còn được gọi là giá Premium và đôi khi định giá cao cấp hoặc duy trì giá cao đề cập đến việc theo đuổi một cách có chủ ý một vị thế giá cao để tạo ra một hình ảnh chất lượng.

### Báo hiệu giá
Báo hiệu giá là nơi giá được sử dụng như một gợi ý của một số thuộc tính khác. Ví dụ, một số khu du lịch khuyến khích rằng khi hai người lớn đặt phòng, những đứa trẻ ở lại miễn phí. Loại giá này được thiết kế để báo hiệu rằng khu nghỉ mát là một hoạt động thân thiện với gia đình.

### Định giá hớt váng
Bài viết chi tiết: Định giá hớt váng
Định giá hớt váng, còn được gọi là skim-the-cream là một chiến thuật có thể được xem xét khi tham gia thị trường. Mục tiêu là tính giá tương đối cao để thu lại chi phí phát triển sản phẩm sớm trong vòng đời và trước khi các đối thủ cạnh tranh gia nhập thị trường.

### Định giá xúc tiến
Định giá xúc tiến là một biện pháp tạm thời liên quan đến việc đặt giá ở mức thấp hơn mức bình thường được tính cho hàng hóa hoặc dịch vụ. Giá xúc tiến đôi khi là một phản ứng đối với các trường hợp không lường trước được, vì khi nhu cầu giảm khiến một công ty có cổ phiếu dư thừa; hoặc khi hoạt động cạnh tranh đang xâm nhập vào thị phần hoặc lợi nhuận.

### Định giá hai phần
Định giá hai phần là một biến thể của giá thâu tóm thị trường, được sử dụng trong các ngành dịch vụ. Chiến thuật này phá vỡ giá thực tế thành hai phần; phí dịch vụ cố định cộng với tỷ lệ tiêu thụ thay đổi. Chiến thuật định giá hai phần được sử dụng rộng rãi bởi các công ty tiện ích như điện, gas và nước và các dịch vụ trong đó có mối quan hệ loại thành viên, thẻ tín dụng trong đó phí hàng năm được tính. Như là trong công viên giải trí, phí vào cửa được tính khi đăng ký và khách hàng sẽ trả tiền cho các trò chơi và tính năng bổ sung. Một phần của giá đại diện cho phí thành viên hoặc phí tham gia, trong khi phần thứ hai đại diện cho thành phần sử dụng.

### Định giá tâm lý
Bài viết chính: Giá cả tâm lý
Giá tâm lý là một loạt các chiến thuật được thiết kế để có tác động tâm lý tích cực. Thẻ giá có chữ số đầu cuối "9", (9,99 đô la, 19,99 đô la hoặc 199,99 đô la) có thể được sử dụng để báo hiệu các điểm giá và đưa giá mặt hàng đó ngay dưới ngưỡng sẵn lòng của người tiêu dùng. Giá cả tâm lý được sử dụng rộng rãi trong một loạt các thiết lập bán lẻ.

### Trả bao nhiêu tùy thích (Pay what you want)
Bài viết chi tiết: Trả bao nhiêu tùy thích
Trả bao nhiêu tùy thích là một chiến lược định giá cho phép khách hàng đưa ra quyết định về mức giá họ sẽ trả đối với một sản phẩm hoặc dịch vụ, thậm chí có thể bằng không. Việc trả bao nhiêu tùy thích của khách hàng cho phép bạn kiểm tra nhu cầu thị trường mà không cần biết độ co giãn của giá đối với sản phẩm hoặc dịch vụ của bạn. Trong một số trường hợp, người bán có thể đặt giá sàn tối thiểu hoặc giá đề xuất, nhưng người mua có quyền trả cao hơn, hoặc thấp hơn, hoặc không trả gì đối với sản phẩm/ dịch vụ đó.
Hai hình thức thông dụng của PWYW là đặt giá trước khi mua và đặt giá sau khi trải nghiệm (tương tự như tiền boa).

### Giá cao cấp (Premium)
Định giá cao cấp (còn gọi là định giá Prestige) là chiến lược định giá nhất quán tại hoặc gần mức giá cao trong phạm vi giá, để giúp thu hút người tiêu dùng có ý thức về địa vị. Giá cao của một sản phẩm cao cấp được sử dụng để nâng cao và củng cố hình ảnh sang trọng của sản phẩm. Ví dụ về các công ty tham gia định giá cao cấp trên thị trường bao gồm Rolex và Bentley. Cũng như thương hiệu, các thuộc tính sản phẩm như nhãn sinh thái và xuất xứ (ví dụ: 'sản phẩm hữu cơ được chứng nhận' và 'sản phẩm của Úc') có thể tăng giá trị cho người tiêu dùng và thu hút giá cao. Mọi người sẽ mua một sản phẩm có giá cao vì:
- Họ tin rằng giá cao là một dấu hiệu của chất lượng tốt
- Họ tin rằng đó là một dấu hiệu của giá trị bản thân - "Họ đắt giá;" nó là minh chứng cho thành công và địa vị của người mua; đó là một tín hiệu cho người khác rằng chủ sở hữu là thành viên của một nhóm độc quyền
- Họ đòi hỏi hiệu năng hoàn hảo cho thiết bị này - Do chi phí cho sự cố sản phẩm quá cao, do đó phải mua thứ tốt nhất - ví dụ, máy tạo nhịp tim.

Mọi người nói chung đã trở nên giàu có hơn, do đó, hiện tượng tiếp thị đại chúng xa xỉ đơn giản đã trở thành một phần của cuộc sống hàng ngày, và không còn dành riêng cho giới thượng lưu. Vì người tiêu dùng có nguồn thu nhập khả dụng lớn hơn, giờ họ có quyền mua các sản phẩm đáp ứng nhu cầu mong muốn của họ. Hiện tượng này cho phép cơ hội giá cao cho các nhà tiếp thị trong thị trường xa xỉ. Sự xa xỉ trong xã hội có thể được nhìn thấy khi các thành viên trung lưu trong xã hội, sẵn sàng trả giá cao cho một dịch vụ hoặc sản phẩm chất lượng cao nhất khi so sánh với hàng hóa tương tự. Ví dụ về điều này có thể được nhìn thấy với các mặt hàng như quần áo và thiết bị điện tử. Việc tính giá cao cho một sản phẩm cũng khiến nó khó tiếp cận hơn và giúp sản phẩm có được sự hấp dẫn độc quyền. Các thương hiệu xa xỉ như Louis Vuitton và Gucci không chỉ dừng lại ở việc bán quần áo mà còn trở thành một biểu tượng địa vị.
Hàng hóa cao cấp thường được bán bởi các công ty có độc quyền trên thị trường và nắm giữ lợi thế cạnh tranh. Do một công ty có sức mạnh thị trường lớn, họ có thể tính phí với giá cao cho hàng hóa và có thể chi một khoản tiền lớn hơn cho quảng cáo và quảng cáo. Theo Han, Nunes và Dreze (2015) về mức độ ưu tiên và phân loại tín hiệu dựa trên sự giàu có và nhu cầu về tình trạng của hai nhóm xã hội được biết đến như là Par Parusus và Poseurs, những người này thường có ý thức bản thân và căn cứ mua hàng theo nhu cầu để đạt được địa vị cao hơn hoặc đạt được giá trị uy tín xã hội. Nghiên cứu thị trường sâu hơn cho thấy vai trò của tài sản trong cuộc sống của người tiêu dùng và cách mọi người đưa ra giả định về người khác chỉ dựa trên tài sản của họ. Mọi người liên kết các mặt hàng giá cao với thành công. Các nhà tiếp thị hiểu khái niệm này, và các mặt hàng giá ở mức cao để tạo ra ảo tưởng về tính độc quyền và chất lượng cao. Người tiêu dùng có khả năng mua một sản phẩm với giá cao hơn một sản phẩm tương tự vì họ khao khát địa vị và cảm giác vượt trội. (Han và cộng sự, 2010).
Một mức giá cao cũng có thể được tính cho người tiêu dùng khi mua các sản phẩm có nhãn sinh thái. Các khuyến khích được đưa ra để khuyến khích mọi người kinh doanh theo cách thân thiện với môi trường. Các hiệp hội như chương trình chứng nhận nghề cá của MSC và nhãn sinh thái hải sản thưởng cho những người thực hành đánh bắt cá bền vững. Giá trị người tiêu dùng đạt được từ việc mua các sản phẩm có ý thức môi trường có thể tạo ra một mức giá cao hơn so với các sản phẩm không có nhãn sinh thái. Điều này có nghĩa là các nhà sản xuất có một số loại khuyến khích để cung cấp hàng hóa xứng đáng với tiêu chuẩn dán nhãn sinh thái. Thông thường nhiều chi phí phát sinh khi thực hiện kinh doanh bền vững và đặt giá bán cao là cách doanh nghiệp có thể thu hồi thêm chi phí.

## Xem xét lý thuyết về giá cả
Bài viết chính: Giá

### Mối quan hệ giá/ chất lượng
Các mối quan hệ giá/ chất lượng bao gồm nhận thức giá trị của người tiêu dùng. Giá cao thường được coi là một dấu hiệu của chất lượng, đặc biệt là khi sản phẩm hoặc dịch vụ thiếu những thông tin về chất lượng có thể được kiểm tra trước khi mua. Hiểu được nhận thức của người tiêu dùng về mối quan hệ giá cả/ chất lượng là quan trọng nhất trong trường hợp các sản phẩm phức tạp, khó kiểm tra và các trải nghiệm sản phẩm không thể được kiểm chứng cho đến khi sử dụng (hầu hết các dịch vụ là như vậy). Các yếu tố không chắc chắn xung quanh một sản phẩm càng lớn, thì người tiêu dùng càng phụ thuộc vào tín hiệu giá/ chất lượng.
Người tiêu dùng có thể có những nhận thức khác nhau về giá cao cấp, và yếu tố này rất quan trọng cho nhà tiếp thị hiểu được hành vi của người tiêu dùng. Theo số liệu của Vigneron và Johnson về "Hành vi người tiêu dùng trong tìm kiếm sự cao cấp", người tiêu dùng có thể được phân loại thành bốn nhóm. Những nhóm này là: Hedonist & Perfectionist, snob, bandwagon và veblenian. Những nhóm này xếp hạng từ mức độ tự ý thức, đến tầm quan trọng của giá cả như một chỉ số về cao cấp.
- Hiệu ứng Veblen giải thích cách nhóm người tiêu dùng này đưa ra quyết định mua hàng dựa trên giá trị dễ thấy, vì họ có xu hướng mua các sản phẩm xa xỉ được tiêu thụ công khai. Điều này cho thấy họ có khả năng mua hàng để thể hiện quyền lực, địa vị và sự giàu có.
- Người tiêu dùng thuộc "Hiệu ứng Snob" có thể được mô tả là những cá nhân tìm kiếm giá trị duy nhất được nhận biết và sẽ mua các sản phẩm độc quyền để trở thành người đầu tiên hoặc rất ít người có nó. Họ cũng sẽ tránh mua các sản phẩm được tiêu thụ bởi một lượng lớn người dân, vì người ta nhận thấy rằng các mặt hàng trong nguồn cung hạn chế có giá trị cao hơn các mặt hàng không có (Vigneron & Johnson, 1999).
- Hiệu ứng bandwagon giải thích rằng người tiêu dùng phù hợp với danh mục này đưa ra quyết định mua phù hợp với nhóm xã hội và đạt được giá trị xã hội từ việc mua các sản phẩm phổ biến trong nhóm xã hội nói trên với giá cao. Nghiên cứu cho thấy suy nghĩ của những người trong cùng nhóm xã hội sẽ có xu hướng giống nhau khi nói đến thái độ của một sản phẩm. Trả giá cao cho một sản phẩm có thể được coi như một cách để được chấp nhận, do áp lực được đặt lên bởi những người xung quanh họ. Hiệu ứng Hedonic có thể được mô tả như một nhóm người có quyết định mua hàng không bị ảnh hưởng bởi địa vị và tính độc quyền qua cách mua sản phẩm với giá cao, cũng không dễ bị bỏ rơi và áp lực xung quanh. Người tiêu dùng thuộc về thể loại này căn cứ trên quyết định mua hàng của họ, dựa trên giá trị cảm xúc nhận được, và đạt được những lợi ích vô hình như niềm vui, vẻ đẹp thẩm mỹ và sự phấn khích. Người tiêu dùng thuộc loại này quan tâm chất lượng cuộc sống của chính họ hơn (Vigneron & Johnson, 1999).
- Nhóm cuối cùng trong “Hành vi người tiêu dùng trong tìm kiếm sự cao cấp” của Vigneron và Johnson là hiệu ứng perfectionism. Theo hiệu ứng này, những người thuộc nhóm này đánh giá các thương hiệu cao cấp có chất lượng và mức độ thể hiện cao hơn các thương hiệu tương tự khác. Nghiên cứu đã chỉ ra rằng cảm nhận của người tiêu dùng về chất lượng  sản phẩm có liên quan đến giá. Người tiêu dùng thường tin rằng giá cao của sản phẩm cho thấy chất lượng cao hơn.

### Độ nhạy cảm về giá và tâm lý người tiêu dùng
Bài chi tiết: Độ co giãn của cầu theo giá
Trong cuốn sách của họ, Chiến lược và Chiến thuật định giá, Thomas Nagle và Reed Holden đã phác thảo chín luật hoặc yếu tố ảnh hưởng đến cách người tiêu dùng cảm nhận một mức giá nhất định và mức độ nhạy cảm của giá đối với các quyết định mua khác nhau:
- Hiệu ứng giá tham chiếu: Độ nhạy giá của người mua đối với một sản phẩm nhất định làm tăng giá sản phẩm cao hơn so với các lựa chọn thay thế được nhận biết. Các lựa chọn thay thế nhận thức có thể thay đổi theo phân khúc người mua, theo dịp và các yếu tố khác.
- Hiệu ứng so sánh khó khăn: Người mua ít nhạy cảm hơn với giá của một sản phẩm đã biết/ có uy tín hơn khi so sánh nó với các sản phẩm thay thế tiềm năng.
- Hiệu ứng chuyển đổi chi phí: Mức độ đầu tư của người mua dành riêng cho sản phẩm càng cao (khi phải chuyển đổi nhà cung cấp), người mua càng ít nhạy cảm về giá khi cân nhắc giữa các lựa chọn thay thế.
- Hiệu ứng chất lượng giá: Người mua ít nhạy cảm với giá càng nhiều, thì giá càng cao báo hiệu chất lượng càng cao. Các sản phẩm có hiệu ứng này đặc biệt có liên quan đến: hình ảnh sản phẩm, sản phẩm độc quyền và sản phẩm có ít bằng chứng về chất lượng.
- Hiệu ứng chi tiêu: Người mua nhạy cảm hơn về giá khi chi phí chiếm tỷ lệ lớn trong thu nhập hoặc ngân sách có sẵn của người mua.
- Hiệu ứng lợi ích cuối cùng: Hiệu ứng đề cập đến mối quan hệ mà một giao dịch mua nhất định mang lại lợi ích tổng thể lớn hơn và được chia thành hai phần
  - Nhu cầu xuất phát: Người mua càng nhạy cảm với giá của lợi ích cuối cùng, họ sẽ càng nhạy cảm hơn với giá của những sản phẩm đóng góp cho lợi ích đó.
  - Chi phí tỷ lệ giá: Chi phí tỷ lệ giá liên quan đến phần trăm của một thành phần giúp tạo ra lợi ích cuối cùng trong tổng chi phí (ví dụ: CPU và PC). Tỷ lệ các thành phần trong tổng chi phí của lợi ích cuối cùng càng nhỏ, người mua càng ít nhạy cảm với giá của thành phần đó.
- Hiệu ứng chia sẻ chi phí: Tỷ lệ của giá mua mà người mua phải tự trả càng bé, họ sẽ càng ít nhạy cảm về giá.
- Hiệu ứng công bằng: Người mua nhạy cảm hơn với giá của sản phẩm khi giá nằm ngoài phạm vi mà họ cảm nhận là một cách công bằng và hay hợp lý.
- Hiệu ứng đóng khung: Người mua nhạy cảm hơn về giá khi họ coi giá là một khoản lỗ thay vì lợi nhuận nhận được và họ có độ nhạy giá cao hơn khi giá được trả riêng thay vì là một phần của gói.

## Phạm vi tiếp cận
Giá cả là đòn bẩy lợi nhuận hiệu quả nhất. Giá cả có thể được tiếp cận ở ba cấp độ: ngành công nghiệp, thị trường và cấp độ giao dịch.
- Giá cả ở cấp độ ngành tập trung vào tính kinh tế chung của ngành, bao gồm thay đổi giá của nhà cung cấp và thay đổi nhu cầu của khách hàng.
- Giá cả ở cấp độ thị trường tập trung vào vị trí cạnh tranh của giá so với giá trị khác biệt của sản phẩm và của đối thủ cạnh tranh.
- Giá cả ở cấp độ giao dịch tập trung vào việc quản lý việc thực hiện giảm giá khỏi tham chiếu hoặc giá niêm yết, xảy ra cả trên và ngoài hóa đơn hoặc biên lai.

Phân tích "thác giá" giúp doanh nghiệp và nhân viên bán hàng hiểu được sự khác biệt phát sinh giữa giá tham chiếu hoặc giá niêm yết, giá bán được lập hóa đơn và giá thực tế được trả bởi khách hàng có tính đến hợp đồng, giảm giá bán và thanh toán.

## Sai sót trong định giá
Nhiều công ty mắc lỗi phổ biến về giá. Bài viết của Jerry Bernstein “Sử dụng sai lầm về giá của nhà cung cấp” nêu ra một số lỗi bán hàng, bao gồm:
- Kiểm soát yếu về giảm giá (ghi đè giá)
- Hệ thống không đủ điều kiện để theo dõi giá bán và thị phần của đối thủ cạnh tranh (Trí tuệ cạnh tranh)
- Chi phi cộng thêm
- Sự không thống nhất về giá
- Trả lương cho đại diện bán hàng trên khối lượng bán hàng so với các biện pháp doanh thu
- Trái với quan niệm sai lầm phổ biến, giá cả không phải là yếu tố quan trọng nhất đối với người tiêu dùng, khi quyết định mua một sản phẩm.